# نبرد دوم فرودگاه دونتسک
نبرد دوم فرودگاه دونتسک (انگلیسی: Second Battle of Donetsk Airport) درگیری بین نیروهای مسلح اوکراین با نیروهای مسلح روسیه و نیروهای نیابتی جمهوری خلق دونتسک در طول جنگ دونباس بود. نبرد قبلی در ماه مه ۲۰۱۴، فرودگاه بین‌المللی دونتسک را به کنترل اوکراین درآورد. با وجود توافق آتش‌بس و پروتکل مینسک که از ۵ سپتامبر ۲۰۱۴ برقرار بود، در ۲۸ سپتامبر ۲۰۱۴ بین طرفین درگیر جنگ آغاز شد.
در آغاز نبرد، فرودگاه بین خطوط کنترل جدایی‌طلبان و اوکراین قرار داشت و آخرین بخش شهر دونتسک بود که در دست نیروهای دولتی اوکراین بود. نبردهای سنگین بر سر فرودگاه تا سال جدید ادامه یافت و برخی از بدترین نبردها در ژانویه ۲۰۱۵ رخ داد. در ۲۱ ژانویه، نیروهای نیابتی جمهوری خلق دونتسک مواضع اوکراینی‌ها را در فرودگاه تصرف کردند. نیروهای باقی‌مانده اوکراینی یا کشته شدند، مجبور به عقب‌نشینی شدند یا توسط نیروهای جمهوری خلق دونتسک اسیر شدند. این نبرد «استالینگراد کوچک» نامیده شده است.